# Törpla
Törpla ist ein Ortsteil der Gemeinde Heideland im Saale-Holzland-Kreis in Thüringen, die Teil der Verwaltungsgemeinschaft Heideland-Elstertal-Schkölen ist.

## Geografie
Der Weiler Törpla liegt an einer kurvenreichen Ortsverbindungsstraße zwischen Tünschütz und Gösen. Nach Norden, Osten und Süden ist das Dorf mit Feldern und anschließendem Wald umgeben. Auch nach Westen ist das Land kupiert, aber nicht bewaldet. In Gösen ist Anschluss an die Landesstraße 1071 nach Eisenberg und zur Bundesautobahn 9 gegeben.

## Geschichte
Die urkundliche Ersterwähnung des Weilers Törpla ist mit dem 27. November 1341 datiert.
1223 beurkundeten Brüder von Goslar eine Urkunde, dass die Blutsverwandten, die Edlen von Tutinberg und dessen Sohn ihr Gut -ein Waldstück- der Markgräfin Jutta verliehen haben. Dieses Waldstück gibt es heute noch zwischen Tünschütz und Törpla.
Der Ort Törpla ist vielleicht älter, aber von jeher landwirtschaftlich geprägt. Er gehörte zum wettinischen Kreisamt Eisenberg, welches aufgrund mehrerer Teilungen im Lauf seines Bestehens unter der Hoheit verschiedener Ernestinischer Herzogtümer stand. 1826 kam der Ort mit dem Südteil des Kreisamts Eisenberg und der Stadt Eisenberg vom Herzogtum Sachsen-Gotha-Altenburg zum Herzogtum Sachsen-Altenburg. Ab 1920 gehörte er zum Freistaat Thüringen.